# Per Christiansson
Per Mikael Christiansson, född 21 juni 1961 i Ystad, död 18 januari 2023 i Ystad, var en svensk tävlingscyklist, professionell i det italienska Atala-Ofmega-stallet under åren 1986–1987. Åren 1975–1984 var han aktiv i IK Vinco Ystad. Under sitt mest framgångsrika år, 1985, värvades han till Skoghalls CK. Under detta år erövrade Per Christiansson titeln som svensk- och nordisk mästare, båda gångerna på 18-milen. Samma år segrade han som första svenska cyklist för tredje gången i Klarälvsloppet, i vilket cirka 9 nationer deltog. Han tog även guld i det internationella tre dagars etapploppet Sydkraftsgirot. Per Christiansson var också nära att ta hem VM-titeln i norditalienska Giavera del Montello då han låg i klar solo-ledning men vurpade i en 90-graderskurva ett par kilometer från målet. Författaren Susanna Alakoski skrev dokumentärnovellen Via Dolorosa för Sveriges Radio hösten 2021 om det aktuella loppet. Novellen är inläst av sportkommentatorn Roberto Vacchi, Eurosport. Via Dolorosa återpublicerades senare av Cykelmagasinet i januari 2024. 
Andra höjdpunkter i karriären är segrarna i bergstävlingen i tour de Normandie 1983, samt andra placeringen i Norge runt då han blev slagen endast av den italienska nationalidolen Francesco Moser. Samma år blev han trea sammanlagt på Postgirot Open, öppet för såväl amatörer som professionella. 1984 deltog han på OS där Sverige hade två separata lag. Per Christiansson var den enda som dubblerade genom att köra både linjeloppet och lagtempoloppet. I herrarnas linjelopp placerade han sig på fjortonde plats och i herrarnas linjelopp på femte plats. Som junior vann Per Christiansson junior-SM 1979 såväl ensam som i lag vid tre tillfällen. Han deltog i Junior-VM i Argentina samma år där han placerade sig på andra plats, lag (tillsammans med Juha Narkiniemi, Thomas Rask och Håkan Jensen).
Per Christiansson blev 1979, 1981 och 1983 utsedd till årets idrottare i sydöstra Skåne av medlemmarna i Ystads Idrottsjournalisters Klubb.
Efter cykelkarriären var Per Christiansson verksam som affärsman. Han fick två barn födda 1990 och 1994.

## Meriter

### Medverkan i olympiska spel
- Olympiska spelen i Los Angeles 1984 - 14:de plats vid Herrarnas linjelopp
- Olympiska spelen i Los Angeles 1984 - 5:e plats vid Herrarnas lagtempolopp

### Övriga meriter
- 1978
  -  Vinnare av Junior-SM, 50 km landsväg, lag (tillsammans med Thomas Jönsson och Ken Henningsson).
  - 3:a i Junior-NM, 70 km landsväg, lag (tillsammans med Mikael Ekström, Thomas Jönsson och Glenn Larsson).
- 1979
  -  Vinnare av Junior-SM, 50 km landsväg.
  -  Vinnare av Junior-SM, 50 km landsväg, lag (tillsammans med Per Holm och Thomas Jönsson).
  - 2:a i Junior-VM, Argentina, 70 km landsväg, lag (tillsammans med Juha Narkiniemi, Thomas Rask och Håkan Jensen).
  - 3:a sammanlagt på världens största etapplopp för juniorer i Slovakien.
  - 2:a sammanlagt i Böhmen runt där han även tog två etappsegrar. 
  - 4:a sammanlagt på Frankfurts tre dagars.
- 1980
  - Vinnare av Skandisloppet, Uppsala.
- 1981
  - Vinnare av Skandisloppet, Uppsala.
  - Vinnare av Klarälvsloppet
- 1982
  - 2:a i SM, 180 km landsväg.
  - Vinnare av Klarälvsloppet
- 1983
  - 2:a i Klassificeringsetappen i Norge Runt.
  - 2:a sammanlagt etapploppet Norge runt (besegrad av Francesco Moser).
  - 3:a sammanlagt i det svenska etapploppet Postgirot Open.
- 1984
  - Olympiska spelen i Los Angeles 1984 - 14:de plats vid Herrarnas linjelopp
  - Olympiska spelen i Los Angeles 1984 - 5:e plats vid Herrarnas lagtempolopp
  - 2:a i etapp 8b i Postgirot Open.
  - 3:a i etapp 3 i Postgirot Open.
- 1985
  -  Vinnare av SM, 180 km landsväg.
  - Vinnare av Nordiskt Mästerskap, Trondheim, 170 km landsväg.
  - Vinnare av SydkraftGirot.
  - Vinnare Klarälvsloppet (som ende svensk för tredje gången).
  - Nära vinna VM guld i Giavera del Montello (vurpade några kilometer för målet).
- 1986
  - Vinnare av etapp 4 i Postgirot Open.
  - 3:a i etapp 1 i Postgirot Open.
  - 3:a i Cronostaffetta, Italien.

### Cykel-VM 1985
Per Christiansson var mycket nära att ta hem VM-titeln för amatörer i norditalienska Giavera del Montello, 1985. Christiansson låg i klar solo-ledning men vurpade i en 90-graderskurva med bara någon kilometer kvar till målet. 